# Bengt Baron
Bengt Baron (* 6. března 1962) je bývalý švédský plavec a současný podnikatel. Specializoval se na sprinterské tratě znak, volným způsobem a motýlkem. Na olympijských hrách 1980 v Moskvě získal zlatou medaili na 100 metrů znak. Po skončení sportovní kariéry vystudoval Kalifornskou Universitu v Berkeley. Po studiích pracoval jako chief executive officer a řídil několik mezinárodních firem. Jeho manželkou je švédská plavkyně a olympijská medailistka Agneta Mårtenssonová.

## Osobní rekordy
Dlouhý bazén
- 100 m znak: 56,53 (OH 1980, Moskva)
- 200 m znak: 2:04,40 (1979, Landskrona)
- 100 m motýlek: 54,47 (1982 Guayaquil)